# Doggerbank (Schiff)
Die Doggerbank (Schiff 53) war ein ehemals britisches Frachtschiff namens Speybank, das im Zweiten Weltkrieg von dem deutschen Hilfskreuzer Atlantis aufgebracht und als Prise nach Bordeaux im besetzten Frankreich geschickt wurde, dann von der Kriegsmarine als Minenschiff und Blockadebrecher eingesetzt und schließlich vom deutschen U-Boot U 43 versehentlich versenkt wurde.

## Bau und technische Daten
Die Speybank lief am 25. Februar 1926 auf der Werft von Harland & Wolff in Glasgow mit der Baunummer 686 für die Londoner Reederei Bank Line vom Stapel.  Sie war 133,7 m lang (128,92 m in der Wasserlinie) und 16,41 m breit, hatte 7,8 m Tiefgang und war mit 5.154 BRT vermessen. Die Maschinenanlage bestand aus zwei einfachwirkenden 6-Zylinder-Viertakt-Dieselmotoren von Harland & Wolff und zwei Schrauben, die 2.400 PSe und eine Höchstgeschwindigkeit von 11 Knoten ergaben.

## Deutsche Prise
Am Abend des 31. Januar 1941 befand sich die Speybank im Indischen Ozean nördlich von Madagaskar bei den Seychellen mit einer Ladung Manganerz, Kautschuk, Tee und Teakholz auf dem Weg von Cochin nach New York, als sie von dem deutschen Hilfskreuzer Atlantis entdeckt und aufgebracht wurde.  Angesichts der wertvollen Ladung und der Tatsache, dass die Speybank genug Treibstoff und Proviant an Bord hatte, um bis nach Frankreich zu fahren, beorderte der Kommandant der Atlantis, Kapitän zur See Bernhard Rogge, ein Prisenkommando an Bord und befahl ihm, zunächst in Wartestellung zu bleiben und als Aufklärer für den Hilfskreuzer zu dienen.
Die Speybank blieb bis zum 21. März in der Nähe der Atlantis, wobei sie auch an mehreren Treffen mit dem Schweren Kreuzer Admiral Scheer, dem Blockadebrecher Tannenfels und dem am 2. Februar von der Atlantis aufgebrachten norwegischen Tanker Ketty Brøvig teilnahm. Am 21. März wurde das Schiff, getarnt als sein eigenes Schwesterschiff Springbank, unter dem Kommando von Leutnant zur See Paul Schneidewind, der Erster Wachoffizier auf der Tannenfels gewesen war, auf den Weg nach Europa geschickt. Das Schiff erreichte den südfranzösischen Hafen Bordeaux am 10. Mai 1941.

## MinenschiffDoggerbank
In der Werft Forges et Chantiers de la Gironde in Bordeaux wurde das Schiff auf Schneidewinds Anregung zum Minenschiff und U-Boot-Versorger ausgerüstet, um in entfernten Seegebieten zu operieren. Das Schiff erhielt eine 10,5-cm-Kanone L/45 und zwei 20-mm-Flak und nahm dann in La Pallice 280 Minen verschiedenen Typs (155 EMC und 55 EMF zur eigenen Verwendung und 70 TMB zur Weitergabe an U-Boote) sowie 50 Torpedos für U-Boote an Bord. Minenschienen wurden nicht installiert. Der Bunkervorrat betrug 1.030 Tonnen Dieselkraftstoff, um einen langen Aufenthalt auf See zu ermöglichen. Die Besatzung bestand aus 108 Mann.  Das Schiff wurde in Doggerbank umbenannt; die Bereederung erfolgte durch die Deutsche Dampfschifffahrts-Gesellschaft „Hansa“.
Am 21. Januar 1942 lief die Doggerbank aus, begleitet von dem U-Boot U 432, um bei Kapstadt und dem Kap Agulhas Minen zu legen und dann nach Japan weiterzufahren. Diesmal war das Schiff als die Levernbank getarnt, ein weiteres Schwesterschiff der Speybank. Am 2. März 1942, auf hoher See, erfolgte die Indienststellung als Hilfskriegsschiff mit der Bezeichnung Schiff 53. Die Tarnung funktionierte, als das Schiff am 12., am 13. und noch einmal am 14. März zunächst von einem südafrikanischen Flugzeug, dann von dem Leichten Kreuzer Durban und schließlich von dem britischen Hilfskreuzer Cheshire nach Name, Herkunft und Ziel gefragt wurde. Die ersten Minensperren (Operation Kopenhagen) wurden am 12./13. März gelegt, mit 60 Minen vor Kapstadt und 15 beim Kap Agulhas. Dann zog sich die Doggerbank erst einmal in den Südatlantik zurück, um weiteren Kontrollen alliierter Schiffe aus dem Weg zu gehen, insbesondere da inzwischen die ersten Schiffsverluste auf den von ihr gelegten Minen eingetreten waren. Erst in der Nacht vom 16. zum 17. April legte sie dann, wiederum vor Kap Agulhas, 80 weitere Minen in fünf Teilstücken (Operation Kairo). Auf einer der bei Kap Agulhas gelegten Minen sank aus dem Geleitzug WS 18 der britische Frachter Soudan (6677 BRT) und das Zerstörer-Depotschiff HMS HECLA (10.850 ts) wurde am 15. Mai 1941 schwer beschädigt. Auf den Doggerbank-Minen vor Kapstadt sank bereits am 16. März 1941 der niederländische Frachter Alcyone. Am 2. Mai wurde dort der britische Frachter Dalfram und am 4. Mai der niederländische Frachter Mangkalihat (ex Lindenfels) durch Minentreffer beschädigt.
Damit wurden, obwohl noch Minen an Bord waren, die Minenoperationen beendet. Die Doggerbank traf sich dann zunächst am 21. Juni im Südatlantik mit dem Hilfskreuzer Michel und dem Versorgungstanker Charlotte Schliemann; dabei versorgte sie die Michel mit Proviant und Munition und übernahm gleichzeitig von ihr 124 Seeleute von Schiffen, die die Michel versenkt hatte. Von der Charlotte Schliemann kamen weitere 68 Kriegsgefangene hinzu, die diese von dem Hilfskreuzer Stier übernommen hatte. Nach einer Woche in der Gesellschaft der Michel und der Charlotte Schliemann fuhr die Doggerbank durch den Indischen Ozean nach Jakarta und von dort nach Yokohama, wo sie am 19. August 1942 eintraf.

## BlockadebrecherDoggerbank
In Yokohama lagen bereits der Hilfskreuzer Thor und die beiden Versorgungsschiffe Leuthen und Uckermark. Am 30. November kam es auf der Uckermark bei der Reinigung eines Öltanks zu einer Explosion und einem Großbrand, der nicht nur die Uckermark, sondern auch die Leuthen und die Thor zerstörte. Lediglich die Doggerbank blieb verschont.
Am 17. Dezember lief sie unter dem Kommando von Paul Schneidewind nach Europa aus. An Bord waren eine Ladung von Fetten, Fischöl und 7.000 Tonnen Kautschuk sowie mehr als 200 ehemalige Besatzungsmitglieder der Thor und die überlebende Besatzung der Uckermark. Insgesamt befanden sich 365 Mann an Bord. Die Fahrt ging über Kōbe, Saigon (wo Tabak ausgeladen und eine große Ladung Kautschuk an Bord genommen wurde), Singapur (wo kein Dieselkraftstoff verfügbar war) nach Jakarta, wo schließlich Diesel gebunkert werden konnte.  Am 10. Januar 1943 ging es von dort ohne Zwischenfälle weiter durch den Indischen Ozean, um das Kap der Guten Hoffnung und dann nach Norden durch den Südatlantik.
Am 3. März 1943 befand sich die Doggerbank bereits im Mittelatlantik, rund 1.000 Seemeilen westlich der Kanarischen Inseln. Dort wurde sie kurz vor 22.00 Uhr von dem deutschen U-Boot U 43 gesichtet, das sie für ein Schiff der britischen Dunedin Star-Klasse hielt. Da die Doggerbank früher als erwartet und auch nicht in dem Seeabschnitt fuhr, der für deutsche Blockadebrecher aus Japan vorgesehen war, schoss U 43 drei Torpedos auf sie ab. Alle drei trafen, und das Schiff sank innerhalb von nur drei Minuten auf der Position 29° 10′ 0″ N, 34° 10′ 0″ W. Etwa 200 der an Bord befindlichen Seeleute kamen dabei wohl sofort ums Leben. Da die Doggerbank kein Notsignal mehr ausgesandt hatte, blieb die deutsche Seekriegsleitung noch tagelang über den Verbleib des Schiffs im Unklaren. Als dann der Sachverhalt klar wurde, instruierte man den Kommandanten von U 43, Oberleutnant zur See Hans-Joachim Schwandtke, die entsprechenden Einträge aus dem Kriegstagebuch seines Bootes zu streichen.
26 Tage später, am 29. März 1943, fand der spanische Tanker Campoamor ein kleines Boot (4 m lang und 1,80 m breit) mit dem einzigen Überlebenden der Doggerbank, Fritz Kürt, und brachte ihn nach Aruba, wo er zunächst behandelt und dann als Kriegsgefangener in die USA gebracht wurde. Kürts Aussagen nach seiner Rettung waren widersprüchlich und zumindest teilweise unglaubwürdig, so dass später verschiedene Versionen zum Schicksal der letzten 15 Mann in dem kleinen Boot in Umlauf kamen.